# Serie A 1946/1947
Soutěžní ročník Serie A 1946/1947 byl 45. ročník nejvyšší italské fotbalové ligy a 15. ročník pod názvem Serie A. Konal se od 22. září 1946 do 6. července 1947 a skončila vítězstvím Turína, který vyhrál již čtvrtý titul.
Nejlepším střelcem se stal italský fotbalista Valentino Mazzola (Turín), který vstřelil celkem 29 branek.

## Události

### Před sezonou
Ve stále zdevastované válkou se FIGC rozhodla k návratu k jediné skupině. Nejprve se mělo hrát se 22 kluby, ale nakonec se vytvořila liga s 20 kluby. Všechny kluby co hrálo v sezoně 1942/43 ligu mohlo hrát. Dále pak postupující z 2. ligy Modena a Brescia. Vstupenku do ligy získal nový klub Sampdoria, který vznikl díky sloučení Ligurie s Andrea Dorií a také Alessandria (vítěz Serie B-C) s Neapolí.
Obhájce titulu z Turína získali zpět Mentiho (Fiorentina). Juventus provedl velké změny, když odešli skvělí hráči Rava a Borel (oba Alessandria). Místo nich z Československa přišli Čestmír Vycpálek a Július Korostelev. Také přišel Muccinelli (Biellese) a debut v sezoně zaznamenal tehdy 17letý Giampiero Boniperti. Velké odchody měla i Atalanta, která nechala odejít Meazzu (Inter), Boffiho (Seregno) a Cassaniho (Modena). Jediným známým jménem byl příchod Mariho (Cremonese). Triestinu opustil Pasinati (Cremonese) a Colaussi (Padova), Janov zase Bertoni (Brescia) s Gentou (Prato) a Neapol Lushta (Alessandria) a Sansone, který ukončil kariéru. Carapellese (Como) posílil Milán, Fattori (Vicenza) Sampdorii a Remondini (Casale) Modenu.

### Během sezony
Turín se coby obhájci titulu rozjížděli pomalu. První tři zápasy doma remizovali. Ligu vedla Boloňa a to do 9. kola. Poté se dělil s Juventusem, jenže od 13. kola již byly první hráči z Turína. Titul získali již tři kola před koncem a nakonec zvítězili o 10 bodů před Juventusem a o 12 bodů před třetí Modenou. Býci za celou sezonu vstřelili rekordních 104 branek a dokonce se stalo že při přátelském utkání Itálie s Maďarskem nastoupilo 10 hráčů Turína.
Do 2. ligy sestoupili kluby Brescie a Benátky. Triestina nesestoupila díky administrativě.

## Účastníci
| Klub        | Město       | Stadion                    | Trenér                                                                                              | Nejlepší střelec                 |
| ----------- | ----------- | -------------------------- | --------------------------------------------------------------------------------------------------- | -------------------------------- |
| Alessandria | Alessandria | Stadio Giuseppe Moccagatta | Giovanni Battista Rebuffo (1.kolo) Felice Borel (2.–9. kolo) Umberto Dadone (10. kolo) Lajos Kovács | Riza Lushta (13)                 |
| Atalanta    | Bergamo     | Stadio Comunale            | Luis Monti (1.–9. kolo) Ivo Fiorentini                                                              | Arnaldo Salvi (10)               |
| Bari        | Bari        | Stadio della Vittoria      | János Nehadoma (1.–7. kolo) Raffaele Costantino (8.–14. kolo) András Kuttik                         | Guido Tavellin (8)               |
| Benátky     | Benátky     | Stadio Pier Luigi Penzo    | Nereo Marini                                                                                        | Valeriano Ottino (13)            |
| Boloňa      | Boloňa      | Stadio Comunale            | József Viola                                                                                        | Gino Cappello, Sauro Taiti (9)   |
| Brescia     | Brescia     | Stadium di viale Piave     | József Bánás (1.–7. kolo) Renzo De Vecchi                                                           | Romano Penzo (14)                |
| Fiorentina  | Florencie   | Stadio Comunale            | Guido Ara (1.–16. kolo) Renzo Magli (17.–18. kolo) Imre Senkey                                      | Otello Badiali (9)               |
| Janov       | Janov       | Stadio Luigi Ferraris      | William Garbutt                                                                                     | Riccardo Dalla Torre (16)        |
| Inter       | Milán       | Arena Civica               | Carlo Carcano (1.–15. kolo) Giuseppe Meazza                                                         | Cosimo Muci (16)                 |
| Juventus    | Turín       | Stadio Comunale di Torino  | Renato Cesarini                                                                                     | Mario Astorri (17)               |
| Lazio       | Řím         | Stadio Nazionale           | Tony Cargnelli                                                                                      | Aldo Puccinelli (13)             |
| Livorno     | Livorno     | Stadio Comunale            | Ivo Fiorentini (1.–7. kolo) Enrico Carpitelli                                                       | Renato Raccis (17)               |
| Milán       | Milán       | Stadio San Siro            | Giuseppe Bigogno                                                                                    | Héctor Puricelli (21)            |
| Modena      | Modena      | Stadio Comunale            | Alfredo Mazzoni                                                                                     | Renato Brighenti (10)            |
| Neapol      | Neapol      | Stadio della Liberazione   | Raffaele Sansone                                                                                    | Umberto Busani (12)              |
| Řím         | Řím         | Stadio Nazionale           | Giovanni Degni                                                                                      | Amedeo Amadei (13)               |
| Sampdoria   | Janov       | Stadio Luigi Ferraris      | Giuseppe Galluzzi (1.–29. kolo) Giovanni Battista Rebuffo                                           | Giuseppe Baldini (18)            |
| Turín       | Turín       | Stadio Filadelfia          | Luigi Ferrero                                                                                       | Valentino Mazzola (29)           |
| Triestina   | Terst       | Stadio Littorio            | Mario Varglien                                                                                      | Alberto Milli Licio Rossetti (6) |
| Vicenza     | Vicenza     | Stadio Comunale            | Pietro Spinato                                                                                      | Bruno Quaresima (13)             |

## Tabulka
| Poř. | Tým         | Z  | V  | R  | P  | VG  | OG | B  |
| ---- | ----------- | -- | -- | -- | -- | --- | -- | -- |
| 1.   | Turín       | 38 | 28 | 7  | 3  | 104 | 35 | 63 |
| 2.   | Juventus    | 38 | 22 | 9  | 7  | 83  | 38 | 53 |
| 3.   | Modena FC   | 38 | 21 | 9  | 8  | 45  | 24 | 51 |
| 4.   | Milán       | 38 | 19 | 12 | 7  | 75  | 52 | 50 |
| 5.   | Boloňa      | 38 | 15 | 9  | 14 | 42  | 41 | 39 |
| 6.   | Vicenza     | 38 | 16 | 7  | 15 | 53  | 57 | 39 |
| 7.   | Bari        | 38 | 16 | 6  | 16 | 33  | 48 | 38 |
| 8.   | Neapol      | 38 | 14 | 9  | 15 | 50  | 59 | 37 |
| 9.   | Atalanta    | 38 | 11 | 15 | 12 | 40  | 52 | 37 |
| 10.  | Inter       | 38 | 13 | 10 | 15 | 59  | 54 | 36 |
| 11.  | Sampdoria   | 38 | 14 | 8  | 16 | 56  | 52 | 36 |
| 12.  | Janov       | 38 | 13 | 10 | 15 | 53  | 53 | 36 |
| 13.  | Lazio       | 38 | 12 | 12 | 14 | 56  | 56 | 36 |
| 14.  | Alessandria | 38 | 13 | 9  | 16 | 59  | 60 | 35 |
| 15.  | Livorno     | 38 | 9  | 15 | 14 | 49  | 55 | 33 |
| 16.  | Řím         | 38 | 12 | 9  | 17 | 41  | 56 | 33 |
| 17.  | Fiorentina  | 38 | 10 | 12 | 16 | 46  | 69 | 32 |
| 18.  | Brescia     | 38 | 10 | 11 | 17 | 45  | 58 | 31 |
| 19.  | Benátky     | 38 | 10 | 7  | 21 | 43  | 66 | 27 |
| 20.  | Triestina   | 38 | 5  | 8  | 25 | 32  | 79 | 18 |

Poznámky
- Z = Odehrané zápasy; V = Vítězství; R = Remízy; P = Prohry; VG = Vstřelené góly; OG = Obdržené góly; B = Body
- za výhru 2 body, za remízu 1 bod, za prohru 0 bodů.
- při rovnosti bodů se hrálo play off.
- Klub Triestina díky administrativě nesestoupil.

|  | Mistr ligy        |
|  | Sestup do Serie B |

## Statistiky

### Výsledková tabulka
|             | Alessandria | Atalanta | Bari | Benátky | Boloňa | Brescia | Fiorentina | Janov | Inter | Juventus | Lazio | Livorno | Milán | Modena | Neapol | Řím | Sampdoria | Turín | Triestina | Vicenza |
| ----------- | ----------- | -------- | ---- | ------- | ------ | ------- | ---------- | ----- | ----- | -------- | ----- | ------- | ----- | ------ | ------ | --- | --------- | ----- | --------- | ------- |
| Alessandria | –           | 1:1      | 1:0  | 1:1     | 0:1    | 2:2     | 1:1        | 2:2   | 1:0   | 2:0      | 2:1   | 4:1     | 4:1   | 1:3    | 5:0    | 1:0 | 0:1       | 2:0   | 5:0       | 0:2     |
| Atalanta    | 1:0         | –        | 3:0  | 3:2     | 2:1    | 2:0     | 1:1        | 1:0   | 0:3   | 1:3      | 1:1   | 3:1     | 1:3   | 1:1    | 2:1    | 0:0 | 1:1       | 0:3   | 1:1       | 1:1     |
| Bari        | 2:2         | 2:0      | –    | 1:0     | 1:0    | 0:0     | 1:0        | 2:0   | 1:2   | 0:1      | 1:3   | 2:1     | 0:3   | 0:0    | 1:0    | 2:0 | 2:1       | 0:0   | 2:0       | 1:0     |
| Benátky     | 1:1         | 0:0      | 1:2  | –       | 2:0    | 1:2     | 3:0        | 2:1   | 2:1   | 0:2      | 1:2   | 1:0     | 1:1   | 2:1    | 0:1    | 2:3 | 0:2       | 1:0   | 4:1       | 1:2     |
| Boloňa      | 4:1         | 2:0      | 2:1  | 4:0     | –      | 0:2     | 1:1        | 0:0   | 2:0   | 0:0      | 3:1   | 1:0     | 1:2   | 1:0    | 3:0    | 0:2 | 2:0       | 1:1   | 1:0       | 0:0     |
| Brescia     | 0:3         | 4:1      | 0:0  | 0:2     | 0:1    | –       | 1:0        | 5:1   | 2:2   | 1:1      | 2:0   | 0:1     | 1:1   | 0:1    | 2:1    | 3:0 | 2:1       | 0:1   | 2:2       | 0:2     |
| Fiorentina  | 2:0         | 1:0      | 2:0  | 1:1     | 0:0    | 3:1     | –          | 2:2   | 3:3   | 2:1      | 4:1   | 2:2     | 0:3   | 1:2    | 1:0    | 3:3 | 2:1       | 0:4   | 2:1       | 4:1     |
| Janov       | 3:1         | 2:2      | 1:0  | 2:1     | 3:0    | 4:0     | 5:0        | –     | 0:0   | 1:0      | 3:0   | 0:0     | 0:2   | 1:1    | 2:1    | 3:0 | 2:3       | 2:3   | 3:1       | 2:0     |
| Inter       | 4:2         | 0:1      | 3:1  | 3:1     | 1:1    | 1:1     | 4:0        | 2:1   | –     | 0:0      | 3:0   | 1:1     | 1:2   | 1:0    | 2:3    | 0:0 | 2:1       | 1:3   | 5:2       | 1:2     |
| Juventus    | 3:1         | 4:1      | 6:0  | 7:3     | 2:0    | 1:0     | 3:1        | 2:1   | 4:1   | –        | 3:3   | 2:1     | 1:2   | 1:0    | 1:0    | 4:0 | 2:1       | 0:1   | 4:0       | 1:2     |
| Lazio       | 3:1         | 0:0      | 0:1  | 3:1     | 3:1    | 6:3     | 3:0        | 1:1   | 0:1   | 1:2      | –     | 3:0     | 1:1   | 1:2    | 2:1    | 0:0 | 4:0       | 1:2   | 3:0       | 1:1     |
| Livorno     | 4:2         | 0:0      | 0:0  | 0:0     | 1:1    | 2:2     | 2:1        | 1:1   | 3:1   | 2:2      | 1:1   | –       | 2:2   | 0:1    | 2:2    | 4:1 | 0:0       | 0:2   | 3:0       | 3:0     |
| Milán       | 4:0         | 0:0      | 0:2  | 3:2     | 4:2    | 2:1     | 2:2        | 4:1   | 3:1   | 3:3      | 0:0   | 2:2     | –     | 1:1    | 4:2    | 3:1 | 1:0       | 1:2   | 3:0       | 2:3     |
| Modena      | 0:0         | 0:0      | 0:1  | 2:0     | 1:0    | 1:1     | 3:0        | 2:1   | 1:0   | 1:0      | 2:1   | 1:0     | 2:1   | –      | 6:1    | 1:0 | 1:0       | 2:4   | 0:1       | 1:0     |
| Neapol      | 2:1         | 3:1      | 5:1  | 1:2     | 2:0    | 2:1     | 1:1        | 2:1   | 1:0   | 3:3      | 0:0   | 4:0     | 0:0   | 1:0    | –      | 0:3 | 1:0       | 2:2   | 2:0       | 2:2     |
| Řím         | 0:2         | 3:0      | 2:0  | 1:2     | 1:1    | 2:1     | 2:0        | 0:1   | 2:1   | 1:5      | 3:0   | 0:1     | 1:1   | 0:0    | 0:0    | –   | 3:1       | 1:3   | 4:1       | 0:0     |
| Sampdoria   | 1:1         | 1:1      | 6:1  | 3:1     | 0:1    | 2:2     | 1:0        | 3:0   | 1:5   | 0:3      | 1:1   | 2:1     | 2:1   | 0:2    | 0:1    | 4:0 | –         | 3:1   | 4:1       | 2:1     |
| Turín       | 4:1         | 5:3      | 2:1  | 2:0     | 4:0    | 4:0     | 7:2        | 6:0   | 5:2   | 0:0      | 5:1   | 3:2     | 6:2   | 1:1    | 2:1    | 4:0 | 1:1       | –     | 1:1       | 6:0     |
| Triestina   | 1:3         | 1:3      | 0:1  | 2:0     | 3:1    | 0:1     | 1:1        | 0:0   | 0:0   | 1:5      | 2:2   | 0:3     | 1:2   | 0:1    | 3:0    | 0:2 | 1:1       | 0:1   | –         | 2:0     |
| Vicenza     | 4:2         | 0:1      | 1:0  | 5:0     | 0:3    | 2:0     | 1:0        | 1:0   | 1:1   | 1:1      | 1:2   | 5:2     | 2:3   | 0:1    | 4:1    | 2:0 | 1:5       | 0:3   | 3:2       | –       |

### Střelecká listina
| Pořadí | Jméno                | Klub       | Branky |
| ------ | -------------------- | ---------- | ------ |
| 1.     | Valentino Mazzola    | Turín      | 29     |
| 2.     | Héctor Puricelli     | Milán      | 21     |
| 3.     | Riccardo Carapellese | Milán      | 20     |
| 4.     | Guglielmo Gabetto    | Turín      | 19     |
| 5.     | Giuseppe Baldini     | Fiorentina | 18     |
| 6.     | Mario Astorri        | Juventus   | 17     |
| 6.     | Renato Raccis        | Livorno    | 17     |
| 8.     | Riccardo Dalla Torre | Janov      | 16     |
| 8.     | Cosimo Muci          | Inter      | 16     |

## Vítěz
| Serie A Vítěz pro rok 1946/47 |
| ----------------------------- |
| Turín FC                      |
|                               |